# Гатчина (музей-заповедник)
Государственный художественно-архитектурный дворцово-парковый музей-заповедник «Гатчина» — музей-заповедник, расположенный в городе Гатчина Ленинградской области.
Музей-заповедник включает Гатчинский и Приоратский дворцы, единый комплекс Дворцового парка (Гатчинский парк и парк «Сильвия»), парк «Зверинец» и участок Приоратского парка, прилегающий к Приоратскому дворцу. Общая площадь музея-заповедника превышает 550 гектаров.
В 2021 году Гатчинский и Приоратский дворцы, павильоны Гатчинского парка и Дворцовую ферму посетили более 200 тысяч человек. Учёт посетителей парков не ведётся. С 21 сентября по 21 ноября 2021 года в рамках эксперимента по подсчёту посетителей комплекса Дворцового парка было установлено, что только за данный период его бесплатно посетили порядка 285 тысяч человек.
С мая 2023 года вход в парк платный.
В 2024 году музей-заповедник впервые в своей истории принял миллион посетителей. 700 000 человек посетило различные объекты музея и 311 000 платно прогулялись в парках.

## История
В 1765 году Гатчинскую мызу купила Екатерина II и пожаловала генерал-фельдцейхмейстеру графу Г. Г. Орлову в благодарность за участие в дворцовом перевороте, в результате которого Екатерина стала императрицей. С этого периода начинается история дворцово-паркового ансамбля в Гатчине.

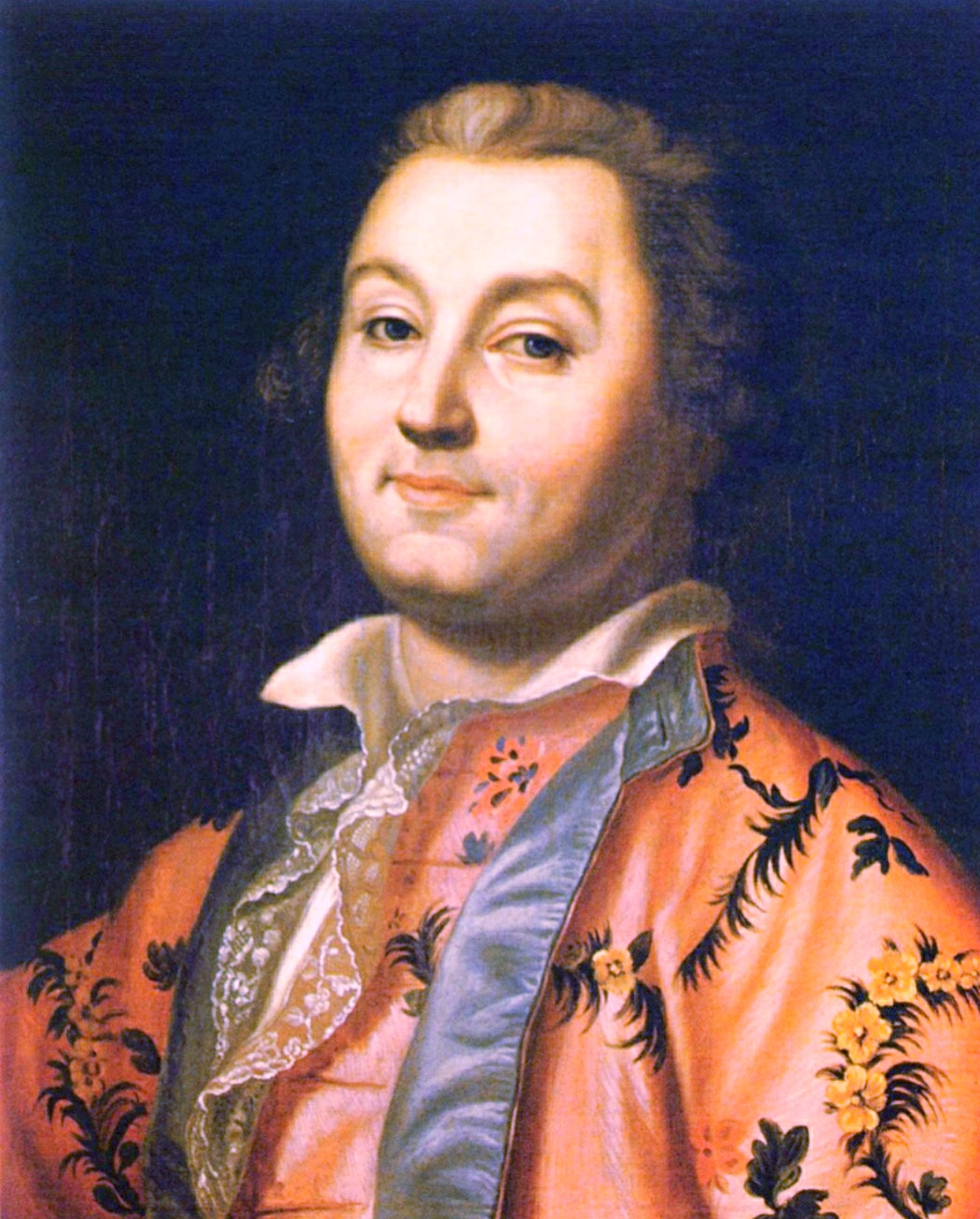
Граф Григорий Орлов — владелец и создатель Гатчинского ансамбля

Главным архитектором стал Антонио Ринальди. По его проектам построен Большой Гатчинский дворец, который сочетает в себе элементы русской загородной усадьбы и английского охотничьего замка. Был создан парк «в английском вкусе», что соответствовало новейшим для того времени достижениям паркового искусства. Это был первый в истории русского паркостроения пейзажный парк. В парке возникли искусственные острова, были поставлены Колонна Орла и Чесменский обелиск, из дворца в парк проведен подземный ход, оканчивающийся так называемым гротом «Эхо». Все мосты были деревянными. Также был распланирован большой Зверинец для охоты.
После смерти графа Орлова, в 1783 году, Екатерина II выкупила у наследников в казну гатчинское поместье и подарила его сыну, великому князю Павлу Петровичу, будущему императору Павлу I.

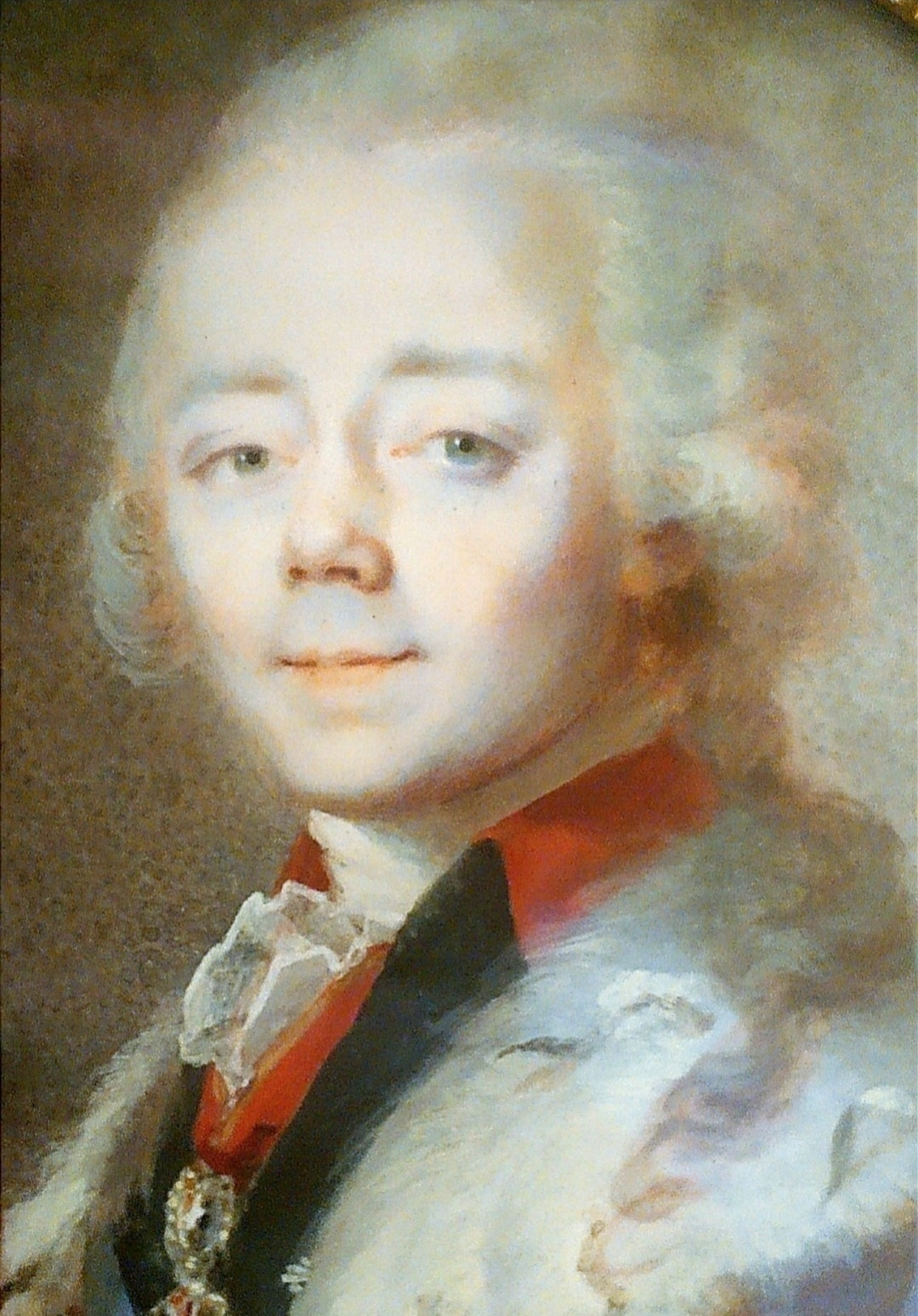
Великий князь Павел Петрович в середине 1780-х

Главным архитектором при Павле стал Винченцо Бренна. Садовым мастером Джеймсом Гекетом были распланированы регулярные сады, парк Сильвия. На острове Любви был построен Павильон Венеры, а недалеко от него — Берёзовый домик и портал «Маска». На входах в парки были построены Берёзовые, Адмиралтейские, Зверинские и Сильвийские ворота. Также были построены Лесная Оранжерея, Ферма, Павильон Орла и другие постройки. В 1795 году началась перестройка Большого Гатчинского дворца, а в 1798 году по проекту архитектора Н. А. Львова был построен Приоратский дворец. По проектам архитектора А. Д. Захарова были построены Горбатый мост, Холодная ванна, Птичник.
В 1828 году Николай I сделал Гатчину своей штаб-квартирой во время весенних и осенних манёвров в Красном Селе. В 1844 году по проекту архитектора Р. И. Кузьмина началась перестройка Большого Гатчинского дворца.
Император Александр III, после убийства своего отца, постоянно жил в Гатчине во внутренних комнатах третьего этажа Арсенального каре дворца.
Изначально в XVIII в северную оконечность Белого озера впадала речка Колпанка, которая тогда считалась началом реки Ижоры. После прерывания строительства гидроузла Холодной ванны из-за гибели императора Павла в 1801 году вода Ижоры перестала втекать в Белое озеро, а сбрасывалась через обводной канал(он же канал Павла I) в реку Гатчинку (Тёплую), к 1860-м — 1880-м годам эти воды Колпанки были перенаправлены мимо озера напрямую в реку Парицу; поэтому с середины XIX века в Белом озере начался процесс эвтрофикации.
19 мая 1918 года, после Февральской революции, Гатчинский дворец был открыт для посетителей как музей.
Во время Великой Отечественной войны дворцово-парковый ансамбль сильно пострадал. Дворец и многие парковые павильоны были сожжены, парки вырублены.
После окончания войны в парке начались восстановительные работы. Были отреставрированы многие парковые сооружения. Начались работы и по восстановлению дворца, однако они не носили характера реставрации, а ограничились мерами, дающими возможность использования здания. Реставрационные работы начались лишь в 1976 году, а первые залы были открыты для посещения в 1985 году.
В конце 1980-х годов павильон Птичник значительно пострадал от пожара, а в 1993 году сгорело Адмиралтейство.

## Современность
Восстановление дворцово-паркового ансамбля продолжается.
В 2009—2010 годах были отреставрированы мосты в центральной части парка (к острову Любви, в Водном лабиринте, около Адмиралтейства), а также открыт после реставрации павильон Венеры.
В 2015 году отреставрирована Колонна Орла.
В 2016 году открыты для посещения отреставрированные помещения Большого дворца: Греческая галерея, комната Ротари, Светлый переход, Ротонда под гербом, Мраморная лестница.
В 2018 году в Арсенальном каре Гатчинского дворца открыта для посещения выставка «Личные комнаты семьи Александра III», частично расположенная в исторических помещениях (гостиная, столовая, личный кабинет Александра III), и рассказывающая о быте императорской семьи в конце XIX — начале XX веков (опочивальня Александра III и Марии Фёдоровны, кабинет великих князей Николая и Георгия, комнаты великой княгини Ксении, выставка экспонатов из парадных приёмных Александра III).
В 2019 году начались работы по реставрации фасадов Гатчинского дворца. Музею-заповеднику передан парк «Зверинец», начались работы по восстановлению.
В 2020 году в Арсенальном каре Гатчинского дворца открыты для посещения восстановленные комнаты императора Николая I (передняя с выходом в Собственный сад, Угловой кабинет, Камердинерская, Приёмная, Военный кабинет).
В 2021 году открыт для посещения восстановленный Арсенальный зал — самое просторное помещение Гатчинского дворца площадью около 600 кв.метров, любимое место отдыха императорской семьи в XIX веке.
В 2024 году был отреставрирован Павильон Орла.
В 2024 году музей-заповедник впервые в своей истории принял миллион посетителей. 700 000 человек посетило различные объекты музея и 311 000 прогулялись в парках.

## Билеты
Возможен бесплатный вход без очереди для туристов, купивших «Карту гостя Санкт-Петербурга».
Билет входной в 2023 году стоит 150 рублей. Парковые сооружения — Берёзовый домик и Павильон Венеры открыты для бесплатного посещения по входному билету. Жители города имеют право бесплатного посещения парка имея заранее оформленную абонементную пластиковую входную карту.

## Некоторые достопримечательности

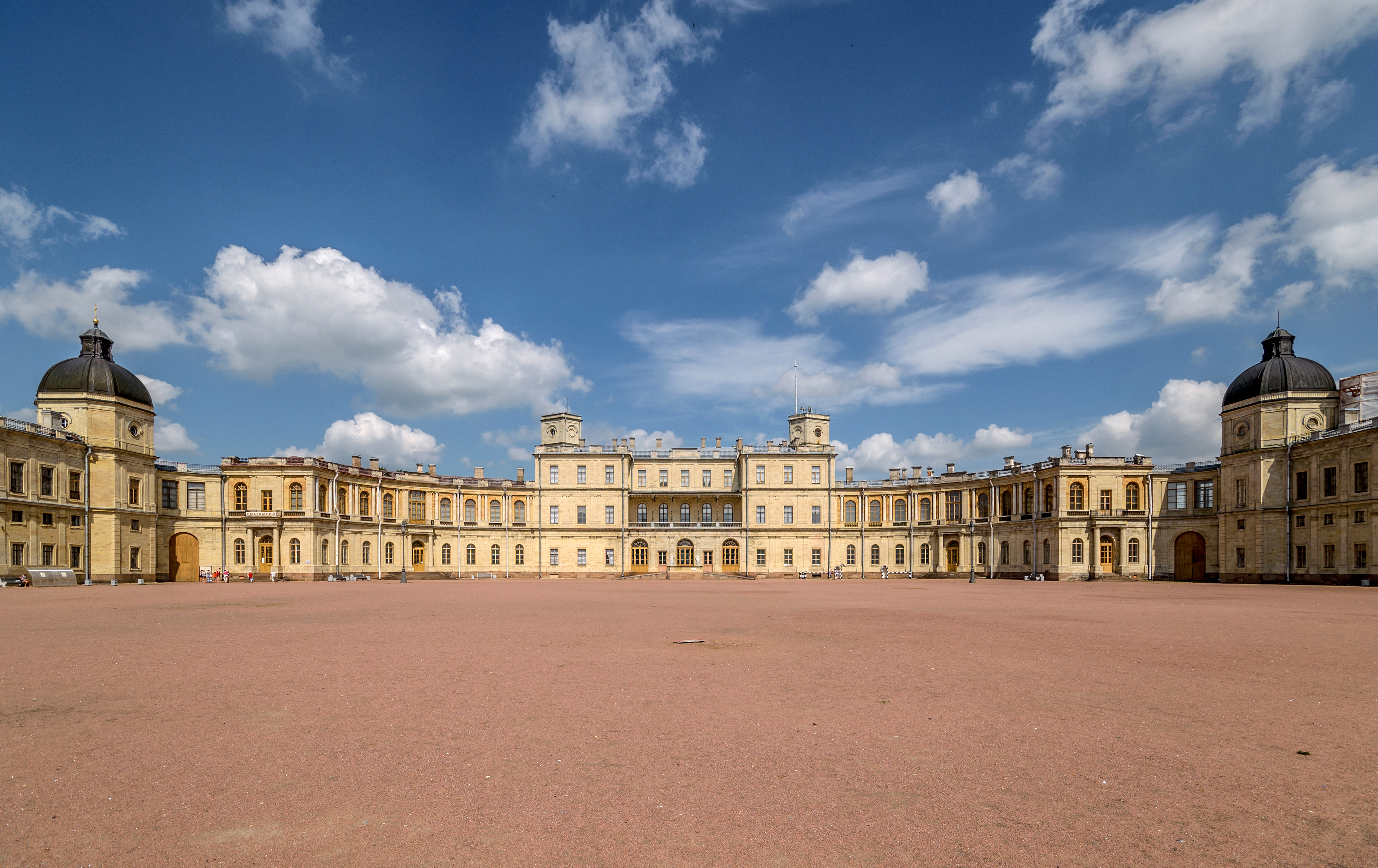
Большой Гатчинский дворец
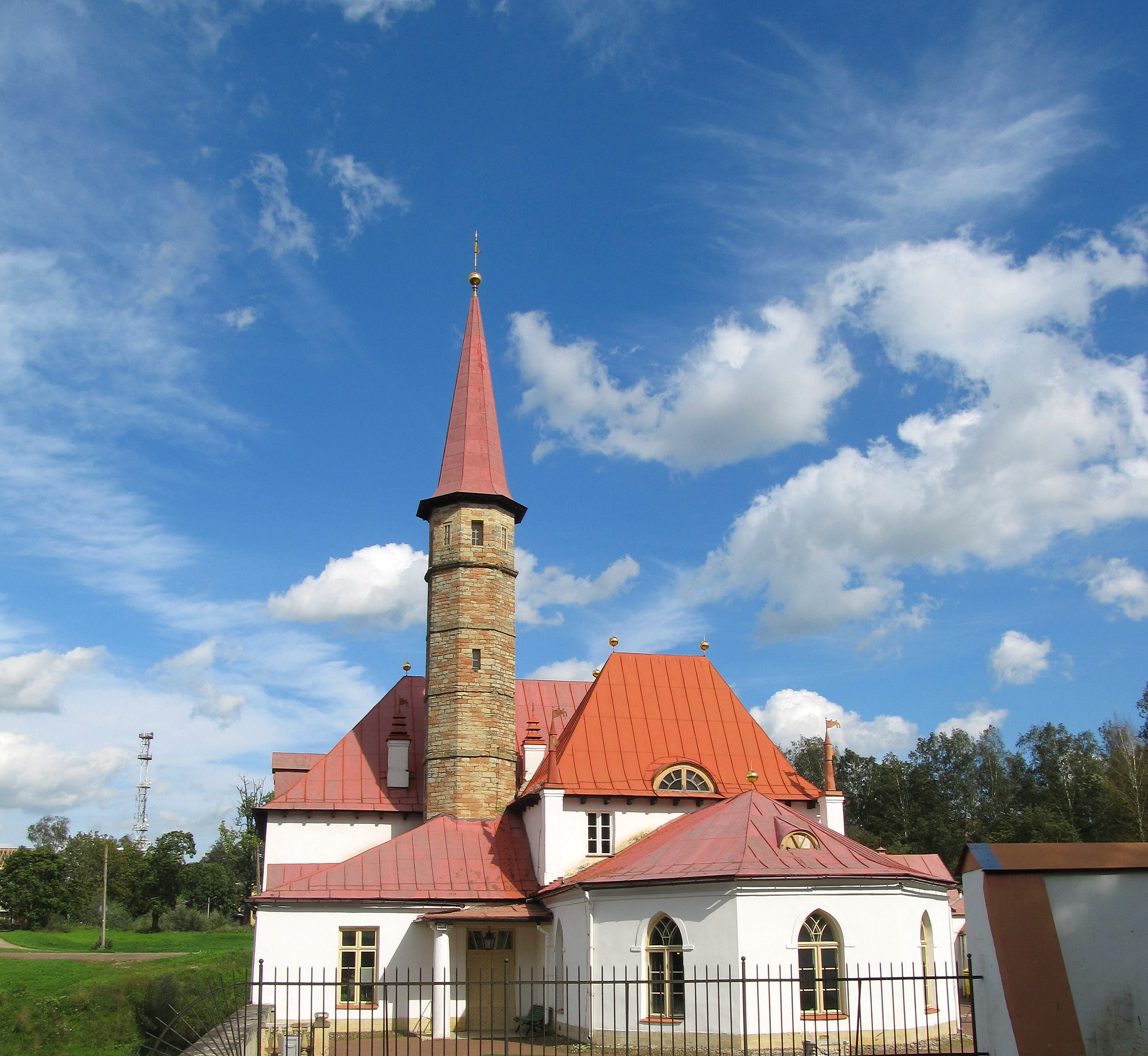
Приоратский дворец.
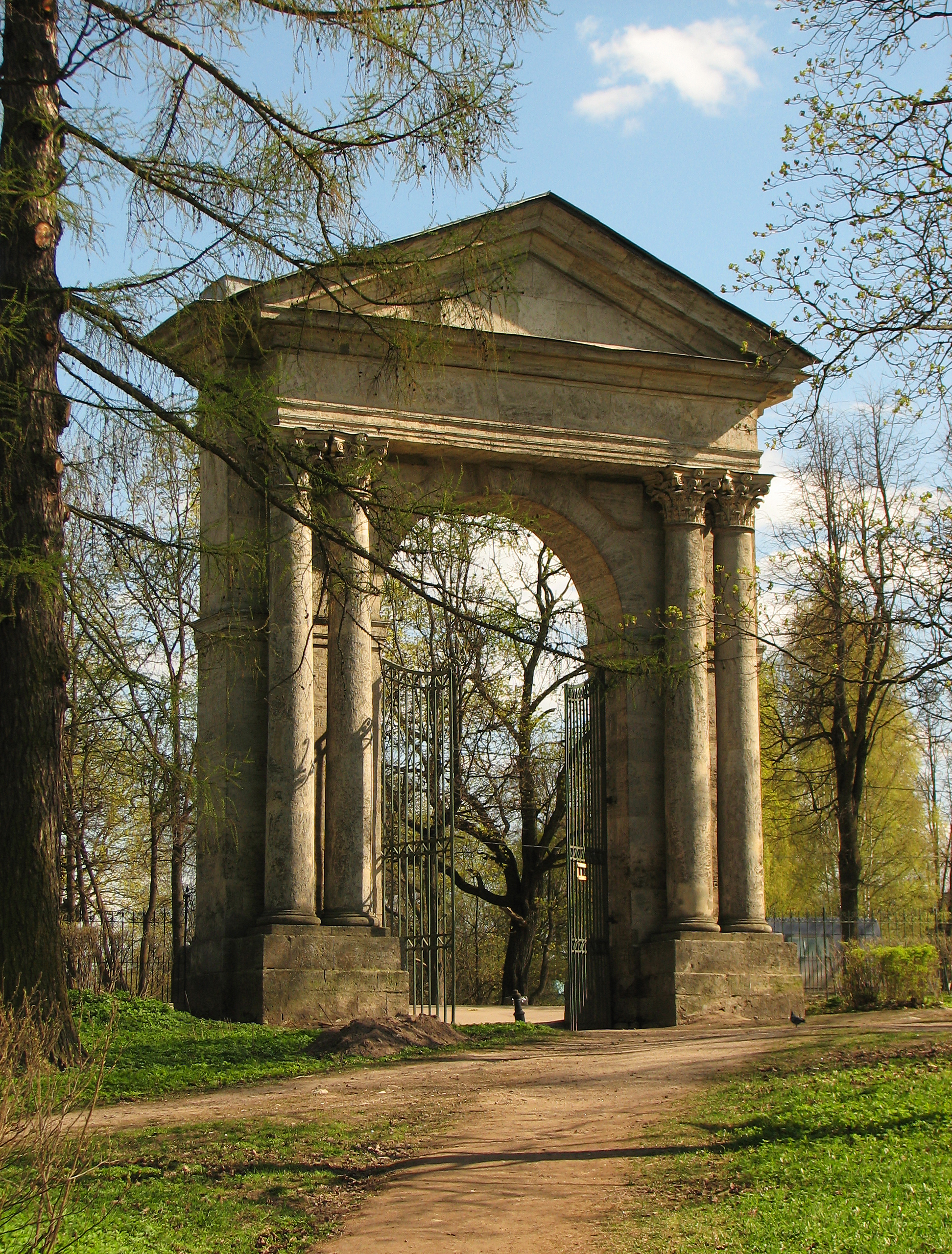
Адмиралтейские ворота.
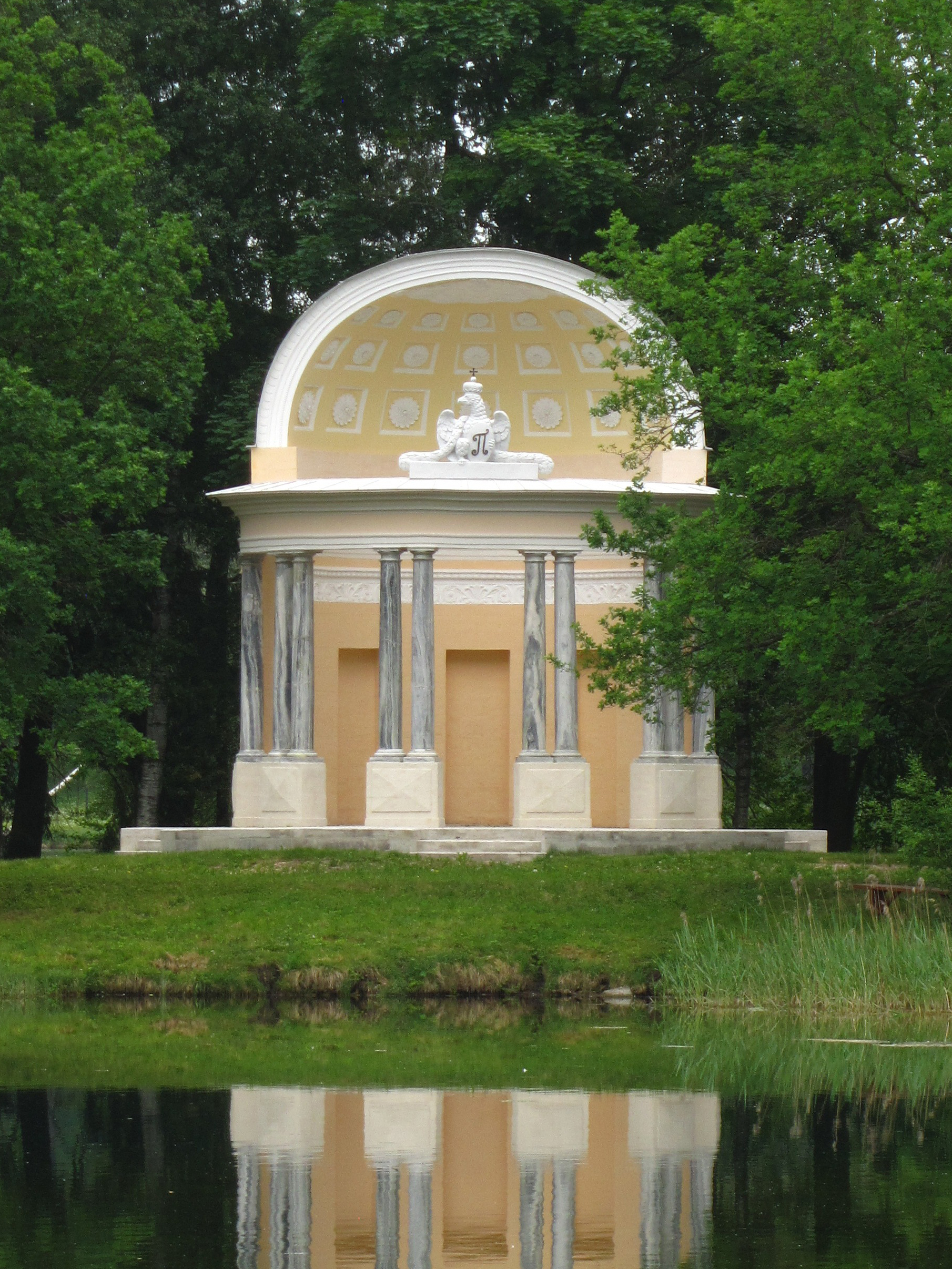
Павильон Орла.
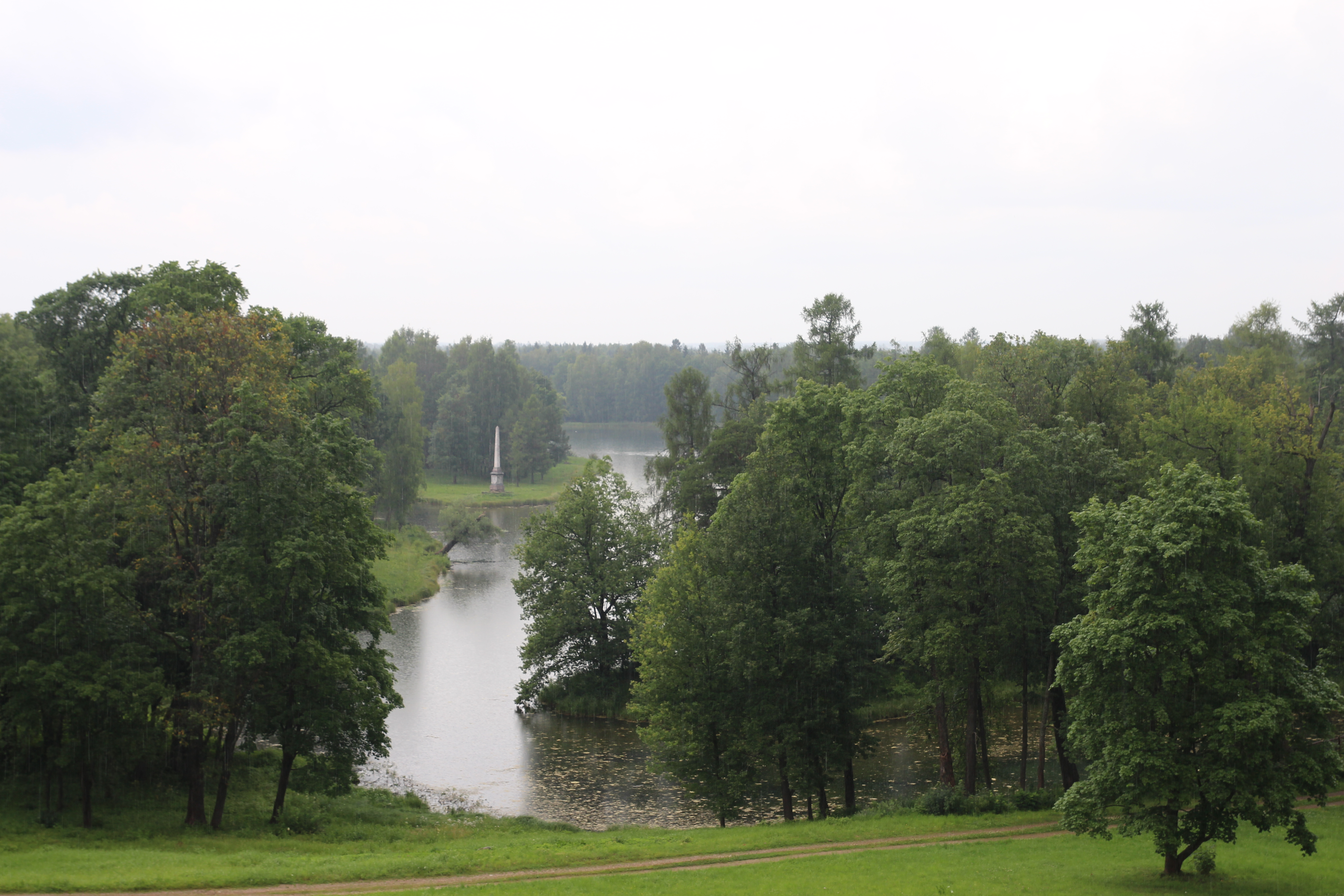
Вид на Чесменский обелиск от Большого Гатчинского дворца.
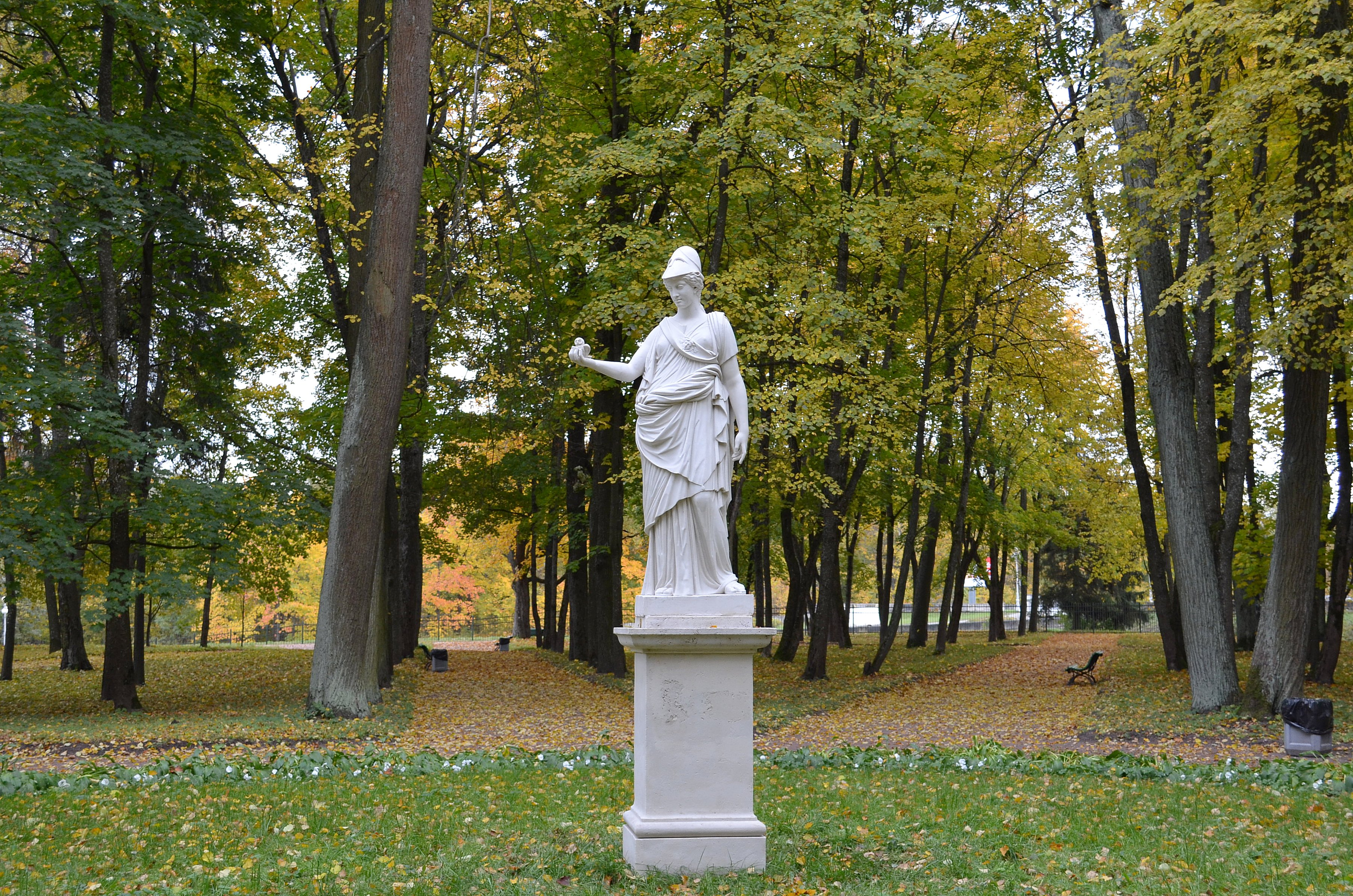
Статуя Афины в Верхнем Голландском саду.
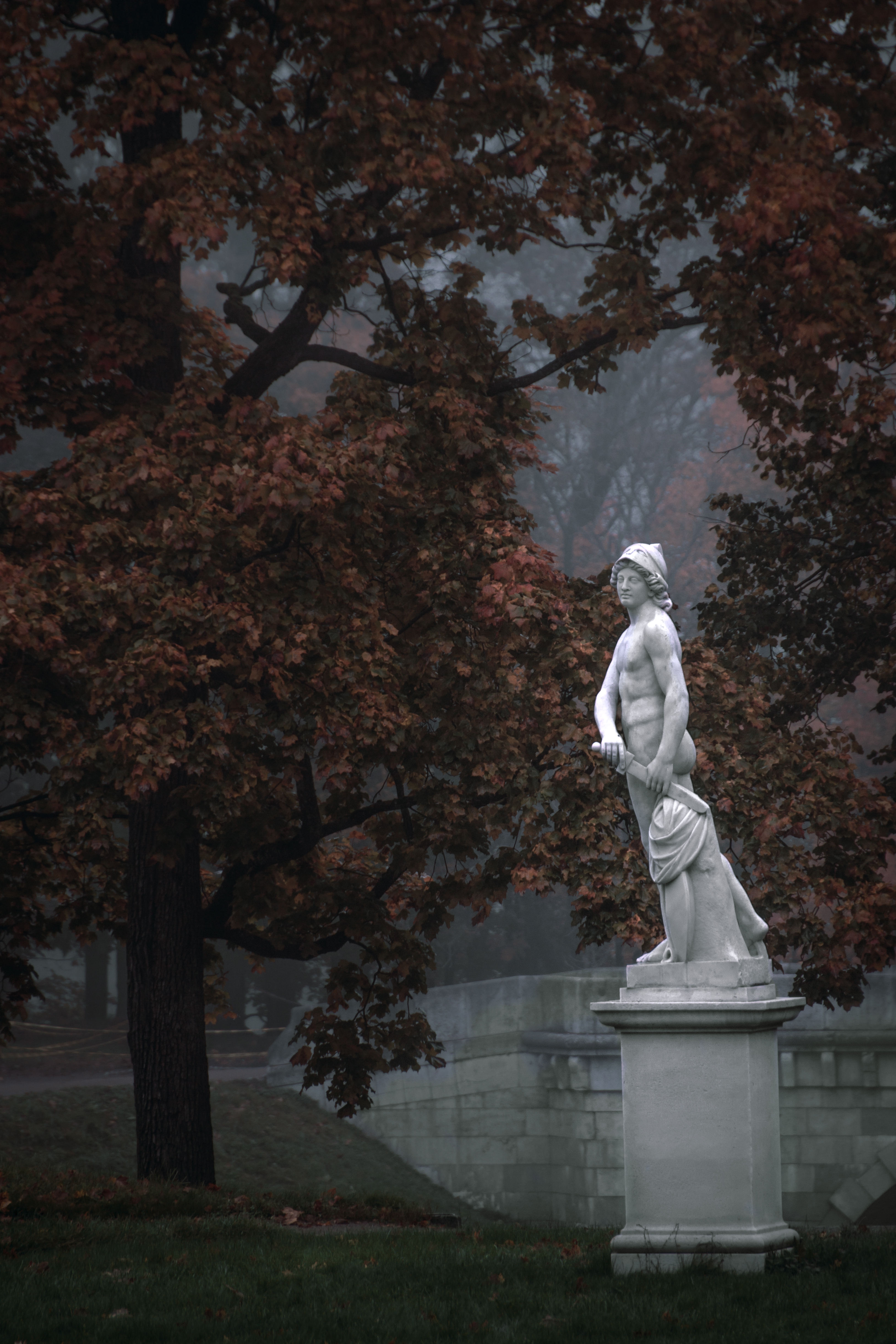
Статуя Марса в Нижнем Голландском саду осенью.
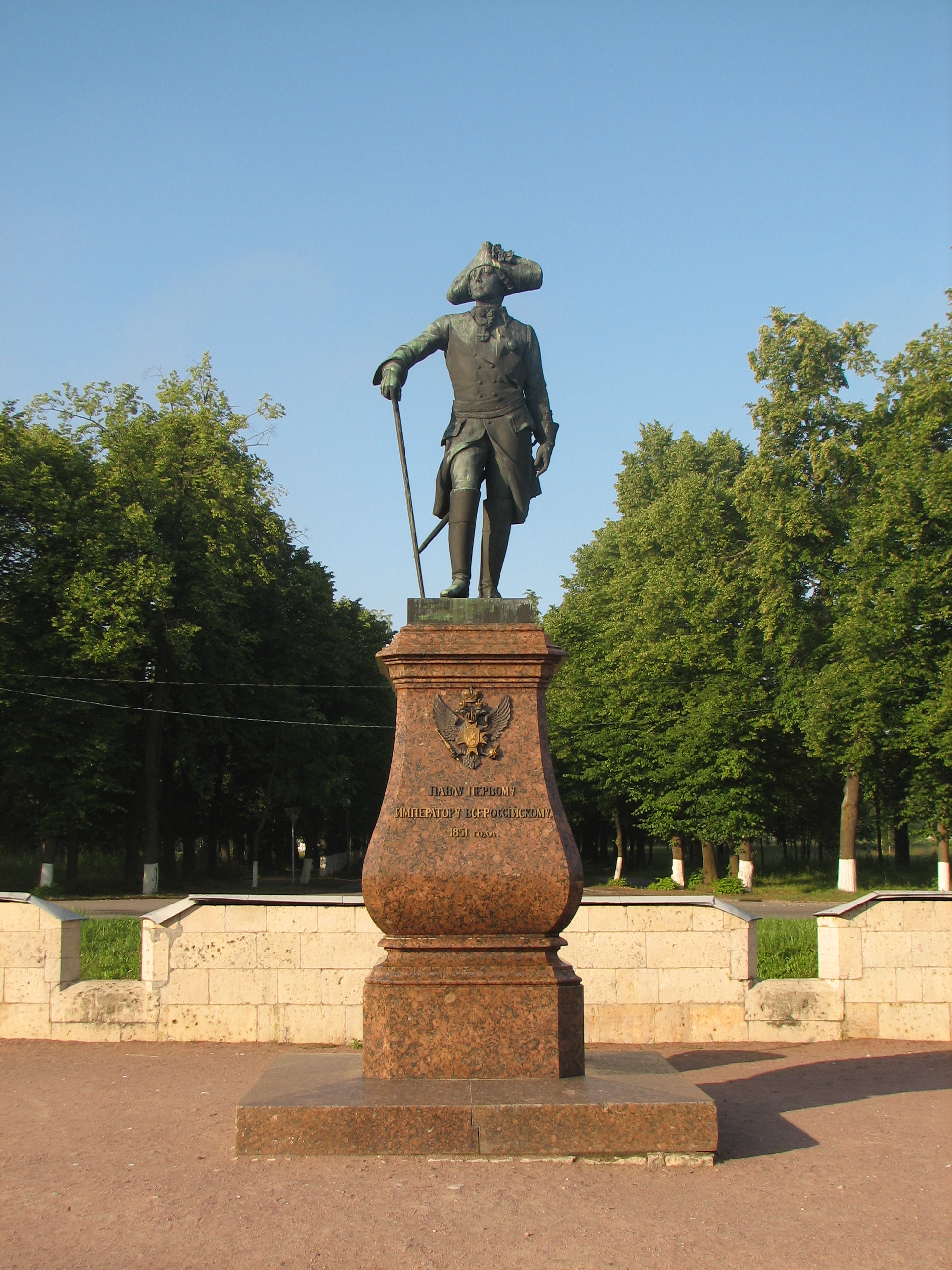
Памятник Павлу I (1851; арх. И. П. Витали).
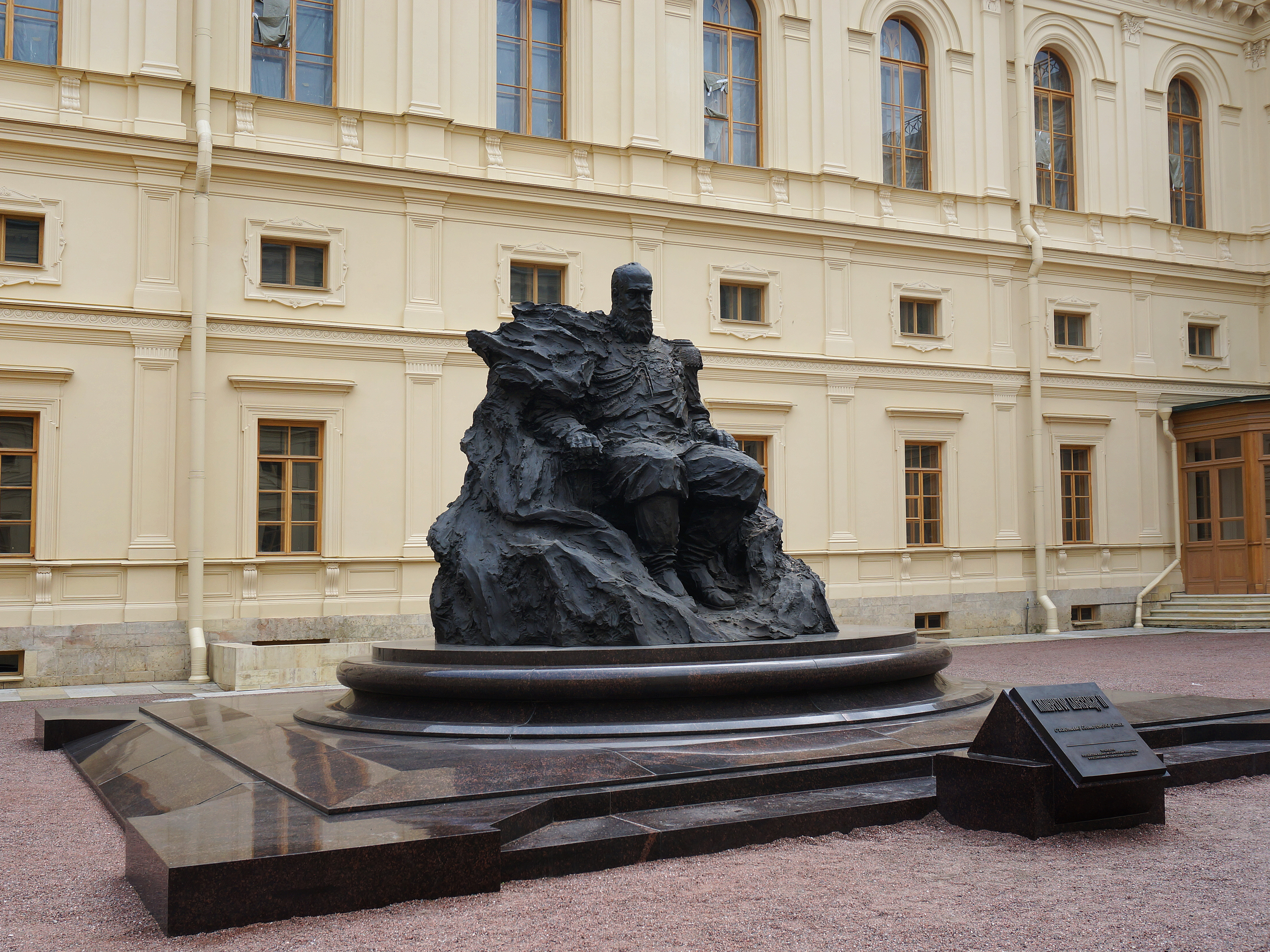
Памятник Александру III во внутреннем  дворе Арсенального каре Большого Гатчинского дворца.
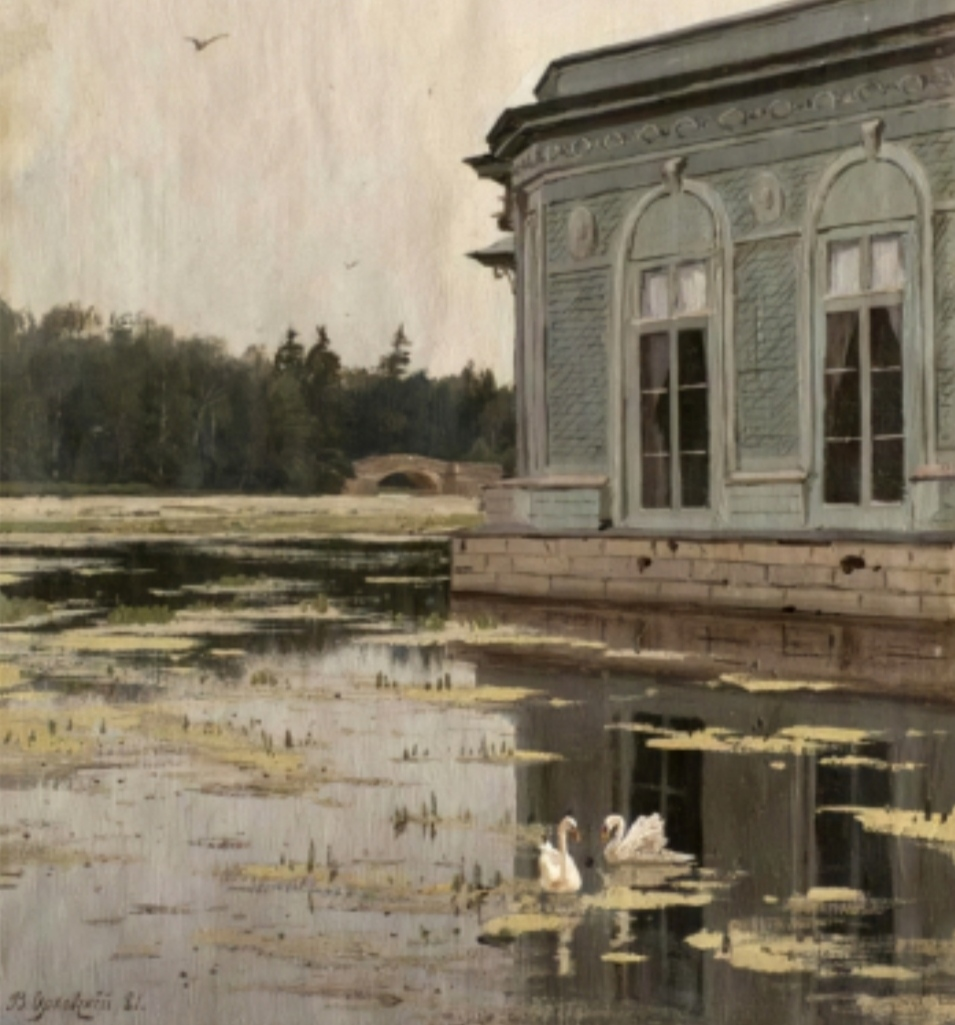
В. Д. Орловский. Павильон Венеры в Гатчинском парке, 1881.
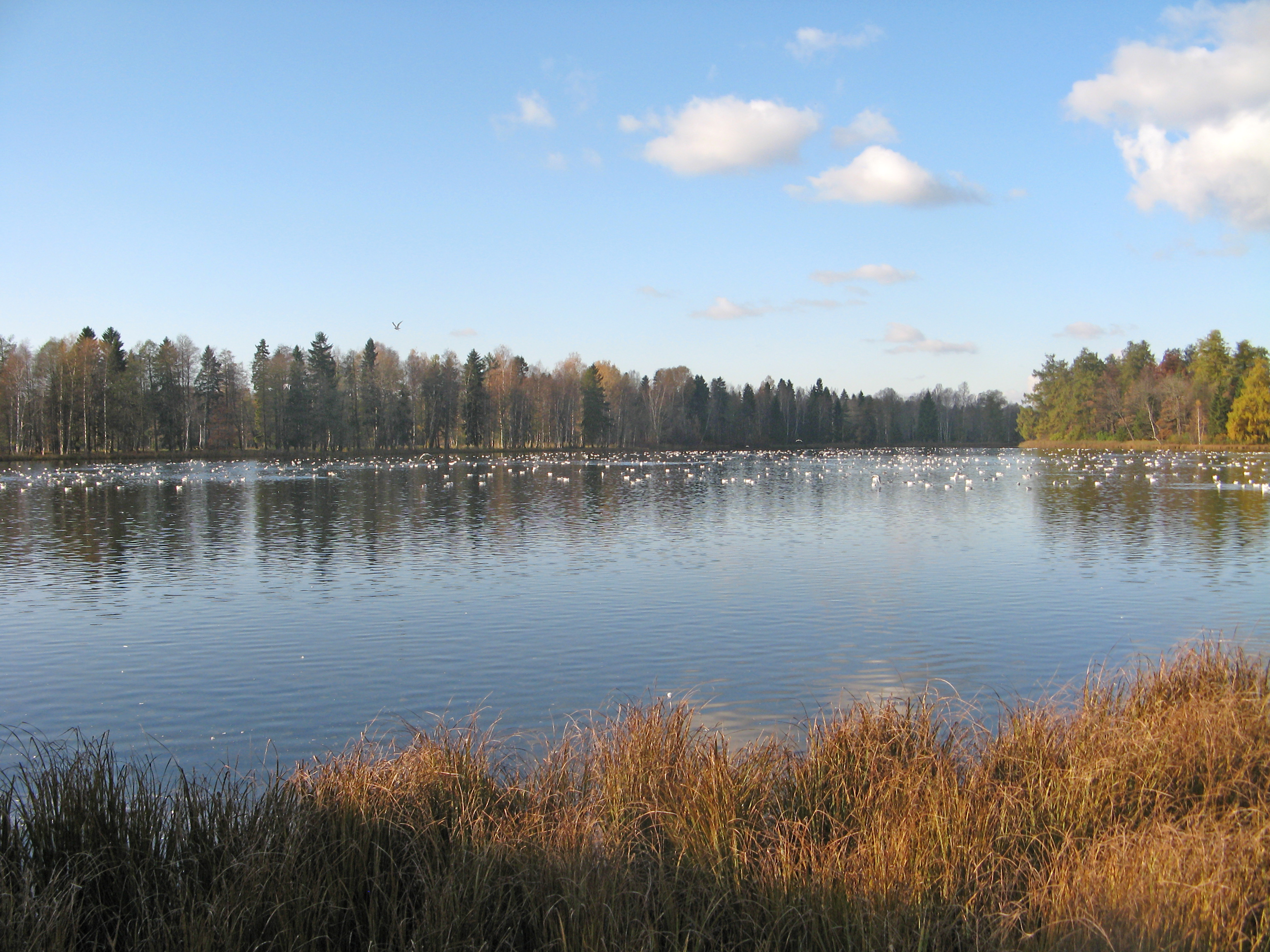
Белое озеро в парке служит домом для многочисленных чаек